# Couvent des Calvairiennes de Chinon
Pour les articles homonymes, voir Couvent des Calvairiennes.
Le couvent des Calvairiennes de Chinon est un ancien établissement religieux de l'ordre des bénédictines de Notre-Dame du Calvaire dans la commune française de Chinon, dans le département d'Indre-et-Loire.
Construit peu après 1626, il est utilisé comme hôpital après la Révolution française puis transformé en résidence de loisirs au début des années 2010.

## Localisation
Le couvent est établi à l'ouest du château de Chinon, au flanc du coteau de la rive droite de la Vienne, sur une terrasse qui domine d'environ 15 m le lit de la rivière. Le chemin médiéval qui longe la Vienne, bien en retrait de la route moderne, passe immédiatement au sud du couvent.

## Histoire
L'ordre des bénédictines de Notre-Dame du Calvaire est fondé vers la fin des années 1610. À la demande du corps de ville et de l'archevêque de Tours Bertrand d'Eschaux, des religieuses de cet ordre et venant d'Angers s'établissent à Chinon en 1626. Les bâtiments du couvent sont construits entre 1628 et 1636.
Après le départ des religieuses à la Révolution française, le couvent est transformé en « hôpital Saint-Michel » en 1794.
Les bâtiments d'origine sont inscrits comme monuments historiques par décret du 18 octobre 1966. La chapelle est partiellement reconstruite après un incendie survenu à la fin des années 1970.
Depuis 2014 et réaménagement des bâtiments, le site accueille une résidence de tourisme.

## Description
Les galeries du cloître quadrangulaire, couvertes de voûtes d'arêtes, sont toujours en place.
La chapelle, qui constitue l'aile orientale du cloître, est surmontée, près de son pignon méridional, d'un campanile ; ses façades occidentale et orientale ainsi que sa toiture sont reconstruites après l'incendie qui l'a ravagée.
Les vantaux en bois du portail d'entrée sont préservés ; ils sont exposés contre un mur non loin de leur emplacement d'origine.

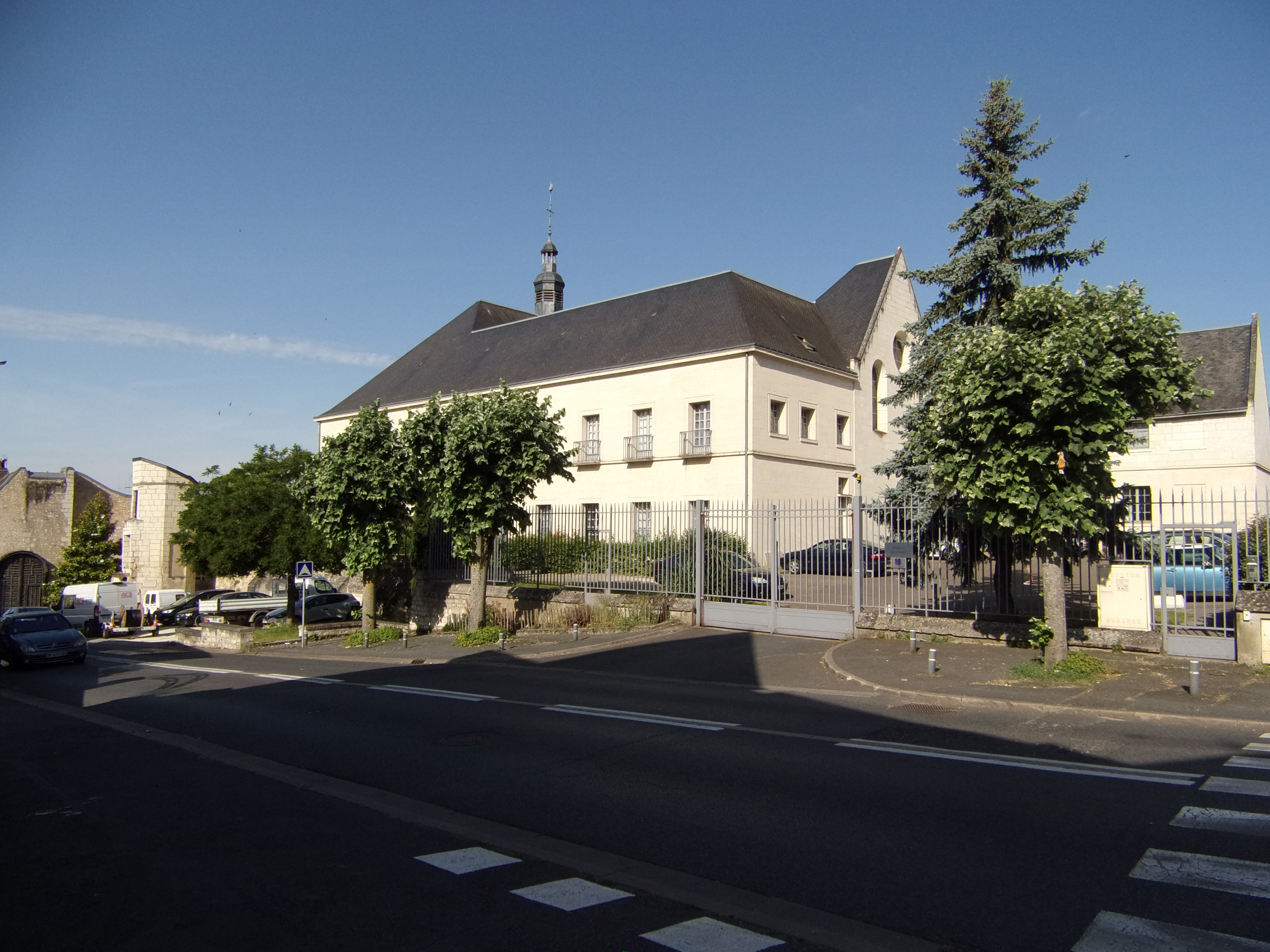
Façades orientales.
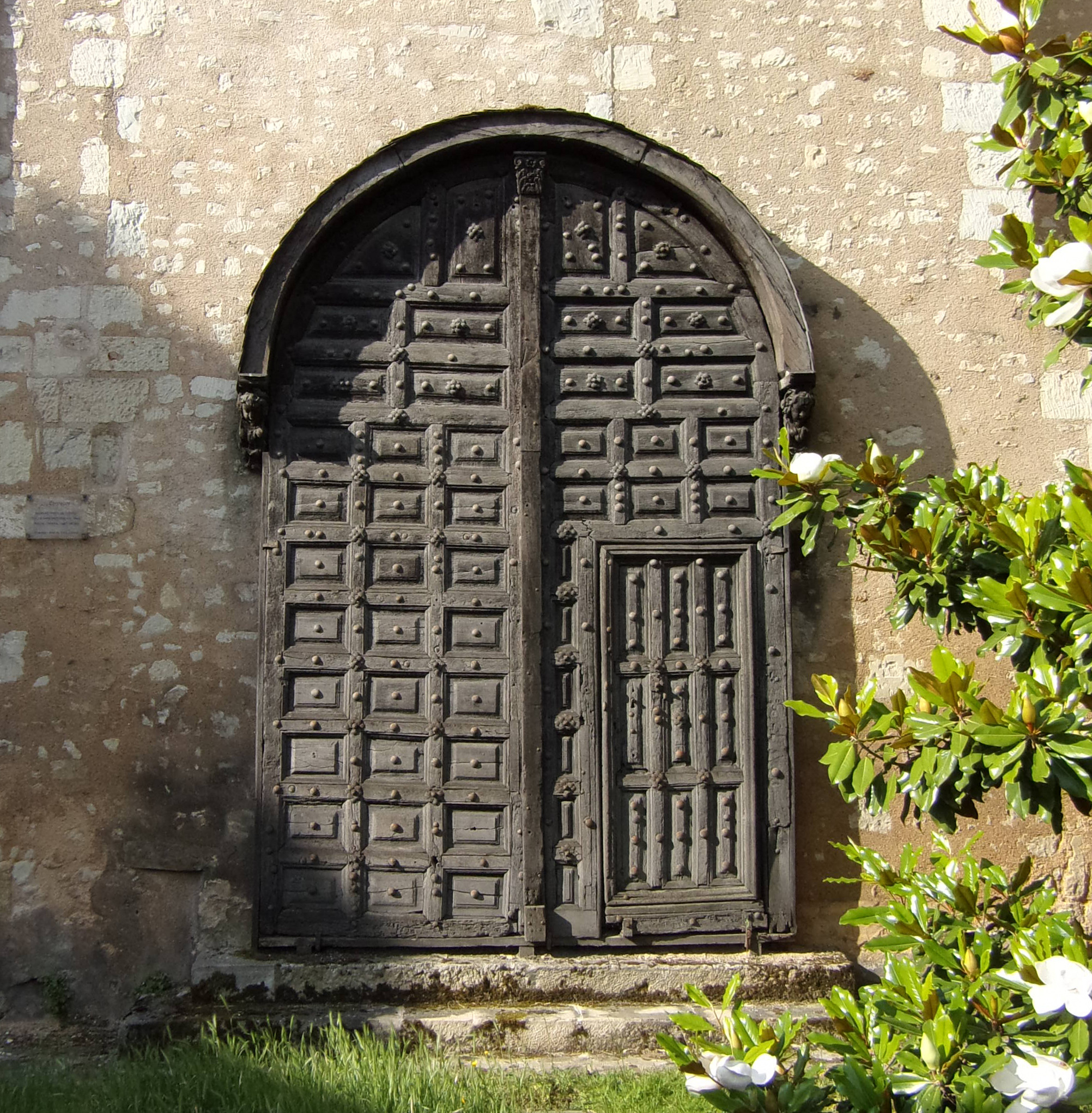
Ancien portail.

## Pour en savoir plus